# Hasna El-Bacharia
Hasna El-Bacharia (en arabe حسناء البشارية), née le 28 juin 1950 à Béchar (Colom-Béchar pendant l'occupation coloniale) et morte dans la même ville le 1er mai 2024, est une chanteuse et multi-instrumentiste algérienne, spécialisée dans la musique diwane et joueuse de guembri. Elle s'est imposée comme monument de cette musique. 

## Biographie
Née Hosni Hasniat, elle est la fille d’un des maîtres du diwan, issue d'un père marocain originaire d'Erfoud (au sud-est du Maroc) et d'une mère algérienne de Béchar. Elle forme en 1972 avec ses amies un groupe de quatre personnes. Elles se sont illustrées d'abord dans les fêtes de mariage à Béchar qu'elles ont animées pour les femmes. 
En 1976, elles sont les vedettes d’un immense concert organisé à Béchar par l'Union nationale des femmes algériennes (UNFA). En janvier 1999, Hasna arrive à Paris, à la suite d'une invitation du Cabaret Sauvage dans le cadre du festival Femmes d’Algérie.
Après un premier album réalisé par Kamel Zekri pour Indigo, Hasna El-Bacharia participe à de nombreux concerts dans les festivals musiques du monde en Algérie, en France, au Maroc, au Portugal et en Égypte. Elle rencontre le musicien napolitain Eugenio Bennato qui l'inclut dans certains de ses spectacles en Italie ou au Caire. En 2004, elle retourne jouer en Algérie.
Elle intègre la troupe musicale « Lemma Becharia », composée de quatre tableaux interprétés par 12 artistes femmes qui revisitent le répertoire de quatre styles de musique de la Saoura (ferda, djebbariate, diwan et hadra), créée par Souad Asla en 2015.
Hasna El-Bacharia a une carrière artistique de plus de trente années et un album Djazair Djohara dédié à son pays l'Algérie. Elle mêle le sacré et le profane, elle joue en outre de la guitare électrique, du luth, du banjo et surtout du guembri. Elle est la première femme à jouer du guembri.
Elle n'hésitait pas à sortir de chez elle durant le couvre-feu instauré durant la décennie noire et recueillait chez elle des femmes répudiées.
Hasna El-Bacharia meurt brutalement d'une crise cardiaque le 1er mai 2024 à l’âge de 73 ans dans sa ville natale.

## Albums
- Jazair Djawhara, 2002[10]
- L'Algérie est un joyau, 2009[4]
- Smaa Smaa[11]
- Desert Blues, collectif[10]
- Lemma, collectif[7]
- Couleurs du désert, 2020[10]

## Filmographie
- La Rockeuse du désert, de la réalisatrice canado-algérienne Sara Nacer, 2019[4].